# 王子達は依存する
『王子達は依存する』（おうじたちはいぞんする）は、桜田雛による日本の漫画作品。『Cheese!』（小学館）にて2008年11月号から2009年1月号まで全3話が連載された。単行本は同社のフラワーコミックスから全1巻が刊行されている。

## あらすじ
高校生の良乃は、妹・媛子のことが好きだった。秘めてきた想いはしかし、親の再婚でできた義弟・椿の策略でバレてしまう。

## 登場人物
良乃（よしの）
主人公の高校3年生。妹の媛子のことが好き。媛子と仲良くする椿に嫉妬する。
媛子（ひめこ）
良乃の妹。高校生。ブラコン。
椿（つばき）
媛子と同い年。ビスクドールを思わせるような美少年。良乃に媛子を諦めるよう忠告する。
千秋（ちあき）・洋子（ようこ）
良乃・媛子の父親と、椿の母親。

## 単行本同時収録
弾けた果実
『Cheese!』2008年8月号増刊 掲載
零は妹・花に彼氏ができたことを知り、その夜自分の想いを打ち明ける。花は、兄は異常だと思おうとするが……。
椿の話
描き下ろし
表題作に登場する「椿」の番外編の物語。

## 書誌情報
- 桜田雛 『王子達は依存する』 小学館〈フラワーコミックス〉、2009年2月発行、ISBN 978-4-09-132217-3